# 삼척 진씨
삼척 진씨(三陟陳氏)는 강원특별자치도 삼척시를 본관으로 하는 한국의 성씨이다. 시조 진경(陳鏡)은 고려 태조 때에 금자광록대부(金紫光祿大夫)로 시중(侍中), 상서(尙書), 태보(太保) 등을 역임하고 문하시랑평장사(門下侍郞平章事)에 올랐다.

## 역사
시조 진경(陳鏡)은 고려 태조 때에 금자광록대부(金紫光祿大夫)로 시중(侍中), 상서(尙書), 태보(太保) 등을 역임하고 문하시랑평장사(門下侍郞平章事)에 올랐다. 그의 선대에 대하여는 알 수 없다. 
진경(陳鏡)의 16세손 진의(陳懿)가 1296년(고려 충렬왕 2) 삼척군에 봉해졌다. 여양 진씨(驪陽陳氏) 측에서는 시조 진총후(陳寵厚)의 증손 진택(陳澤)이 삼척군 진의(陳懿)의 증조라고 주장하나, 삼척 진씨 측에서는 1979년 발행한 삼척진씨족보에 의하면 여양진씨의 주장은 전후 계대가 맞지 않는다며 이를 부인하고 있다. 
진충귀(陳忠貴)는 조선 초에 의주 병마사(義州兵馬使)를 역임하고 1395년(태조 4) 개국원종공신에 녹훈되었다.
진충귀의 증손 진암수(巖壽)가 무과에 급제하여 연산군 때 임천 군수(林川郡守)를 역임하였다. 진암수의 아들 3형제가 모두 학문에 뛰어났는데, 둘째 아들 진극효는 학행이 뛰어나 사림의 추앙을 받았다 셋째 아들 진극성(克誠)은 조선조에 만호(萬戶)를 지냈으며, 그의 아들 진영암(永闇)은 지극한 효행으로 정려가 내려졌다. 
인물로는 광해군의 혼정을 개탄하고 사퇴했다가 인조반정 후 첨지중추부사(僉知中樞府事)에 오른 진여기(汝起)와 숙천 부사 진재성(再成), 지극한 효성으로 8년간이나 어버이의 병구환을 한 진성진(聖鎭), 이조 판서(吏曹參判) 진행은(行殷) 등이 있다.

## 인물
- 진의귀(陳義貴, ? ~ 1424년) : 1390년(고려 공양왕 2) 우상시(右常侍)가 되고, 1401년(조선 태종 1) 좌사간을 지냈다. 1409년 이조참의가 되고 세종조에 공안부윤(恭安府尹)에 이르렀다.
- 진충귀(陳忠貴) : 1393년(태조 2)부터 4년간 1394년(태조 3)에는 가정대부(嘉靖大夫) 상의중추원사(商議中樞院事) 도평의사사(都評議司使)와 의주등처병마사(義州等處兵馬使) 의주목사(義州牧使)를 역임하였으며, 1395년(태조 4) 개국공신으로 임명되었다.

## 과거 급제자
삼척 진씨는 조선시대 문과 급제자 1명, 생원·진사 14명을 배출하였다.
문과
진관(陳瓘)     
생원시
진관(陳瓘) 진영임(陳永任) 진필(陳㻶) 진필한(陳弼漢) 진형덕(陳亨德) 
진형록(陳亨祿) 진형복(陳亨福)    
진사시
진가유(陳嘉猷) 진극충(陳克忠) 진동철(陳東喆) 진성기(陳聖基) 진억(陳億) 
진영언(陳永言) 진행원(陳行遠)  

## 인구
- 1985년 1,306가구 5,699명
- 2000년 2,178가구 7,198명
- 2015년 10,252명